# Brahan Castle

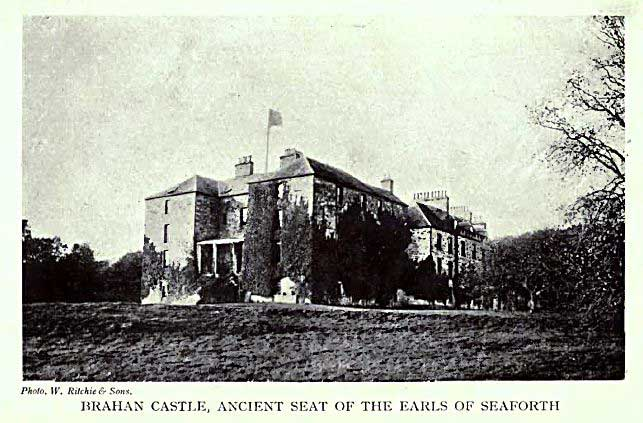
Brahan Castle

Brahan Castle ist die Ruine eines Landhauses etwa 5,6 km südwestlich von Dingwall in Easter Ross in der schottischen Grafschaft Ross-shire (heute Teil der Council Area Highland). Das Haus gehörte den Earls of Seaforth, Clanchefs der Mackenzies, den Herren dieser Region.

## Geschichte
Colin Mackenzie, 1. Earl of Seaforth, ließ Brahan Castle 1611 errichten. Kenneth Mackenzie, ein Arbeiter auf dem Anwesen, war ein bekannter Seher, der gegen Ende des 17. Jahrhunderts eine Reihe von Prophezeiungen machte. Er wurde Brahan Seer genannt.
Die Mackenzies waren prominente Jakobiten und nahmen an den jakobitischen Aufständen von 1715, 1719 und 1745 teil. Die Belagerung von Brahan Castle fand im November 1715 statt. William Mackenzie, 5. Earl of Seaforth, wurde geächtet und verwirkte seine Ländereien an die Krone; das Anwesen wurde während der „Befriedung“ der Highlands 1725 zum Hauptquartier von General Wade. Nach dem späteren Jakobitenaufstand 1745 waren die Mackenzies der erste Clan, der sich ergab und auf den Stufen ihrer Burg der britischen Krone gegenüber Treue schwören musste.
Das Anwesen wurde später wieder an den Enkel des 5. Earls, Kenneth Mackenzie, verkauft, dem 1771 der Titel des Earl of Seaforth neu verliehen wurde. Als dieser 1781 starb, ohne Kinder zu hinterlassen, fiel das Anwesen an seinen Cousin zweiten Grades Francis Mackenzie, der 1797 zum Baron Seaforth erhoben wurde und der dort Bäume pflanzen ließ. Nachdem dieser 1815 starb, ohne Söhne zu hinterlassen, fiel Brahan Castle über seine Tochter an seinen Enkel an James Stewart-Mackenzie, dem 1921 der Titel des Baron Seaforth neu verliehen wurde. In der ersten Hälfte des 19. Jahrhunderts wurde die Burg als größeres, neues Landhaus neu erbaut. Als James Stewart-Mackenzie, 1. Baron Seaforth, 1923 verstarb, ohne einen Erben zu hinterlassen, fiel das Anwesen an einen Trust. Im Zweiten Weltkrieg wurde Brahan Castle kurz von der Armee requiriert und nach dem Krieg befand es sich in verfallenem Zustand. Anfang der 1950er-Jahre wurden die Gebäude abgerissen, wobei nur die nördliche Mauer des Gebäudes aus dem 19. Jahrhundert stehenblieb und als Folly für den Garten diente. Die Stallungen sind bis heute erhalten und werden Brahan House genannt. Verschiedene heraldische Schilde und weitere Ziersteine werden in dem Haus aufbewahrt.
Ein Monument auf dem Anwesen, etwa 1,6 km westlich des ehemaligen Standortes des Landhauses, erinnert an den Tod von Lady Caroline Mackenzie (1766–1847), Tochter des letzten Earls, die nach einem Sturz von einem Ponywagen in der Nähe dieser Stelle gestorben war.
1987 die Außenanlagen in das Inventory of Gardens and Designed Landscapes in Scotland aufgenommen.